# Kayfabe
Nel mondo del wrestling, il termine kayfabe (pronuncia IPA: [ˈkeɪfeɪb]) indica l'organizzazione di eventi che vengono messi in scena come se fossero reali, ma che in realtà sono programmati a tavolino.
Il termine kayfabe deriva probabilmente dalla fusione delle due parole inglesi fake (in italiano: falso) e fable (in italiano: fiaba).

## Storia
Il termine kayfabe viene utilizzato per giustificare tutti gli aspetti non strettamente legati agli incontri di wrestling, come le storyline, i feud e le gimmick, facendo credere allo spettatore che tutte queste cose vengano svolte legittimamente dalle personalità coinvolte. In realtà ciò che accade secondo la kayfabe è un qualcosa di studiato a tavolino in un modo simile a quanto visto in altre forme di intrattenimento (ad esempio le rappresentazioni teatrali) ed è fondamentale per l'economia dello spettacolo; un wrestler che non rispetta la kayfabe è quindi accostabile ad un attore che rompe la quarta parete.
Fino alla fine degli anni novanta, gli atleti erano costretti dalle loro federazioni di appartenenza a rispettare il più possibile la kayfabe anche nella vita reale, in modo da preservare l'illusione che il wrestling non fosse predeterminato, ma, con l'avvento delle comunità su internet e il proliferare dei siti web specializzati, il mantenimento dei segreti del backstage è diventato praticamente impossibile. Tuttavia, ancora oggi la kayfabe viene spesso utilizzata per portare avanti alcune storyline o per spiegare le assenze dei wrestler a causa di infortuni.
Il termine kayfabe viene spesso anche usato come avvertimento tra gli altri wrestler che qualcuno al di fuori dell'ambiente è nelle vicinanze. Questi "estranei" possono essere anche dei familiari di lottatori che non sono al corrente delle storyline in corso. Esempi di kayfabe mantenute anche in famiglia furono illustrati in un articolo del giornale Fighting Spirit Magazine!, in cui venne descritto come, negli anni settanta, la moglie del wrestler James Harris (noto con il ring name Kamala) stesse celebrando la vittoria di 5000 dollari da parte del marito che aveva appena vinto una battle royal; non rendendosi conto che il premio in denaro faceva semplicemente parte della storyline o kayfabe.